# عود مجعد
عود مجعد (الاسم العلمي:Aquilaria rugosa) هو نوع من النباتات يتبع جنس العود من الفصيلة المثنانية.